# Веер (вулкан)
Веер — потухший вулкан. Рядом с вулканом Заварицкий. Последнее извержение — 1856 год[уточнить]. Расположен на берегу реки Левая Авача.
Шлаковый конус Веер и связанный с ним лавовый поток сформированы в районе 400 года. Было извержено 0.024 км³ лавы и пирокластики общим весом
0.5⋅108 тонн, отвечающих по составу оливиновому магнезиальному базальту.